# كتاب البدو
كتاب البدو أو موسوعة البدو: هو كتاب ألفه المستشرق الألماني ماكس فون أوبنهايم و مساعديه البروفيسور ورنر كاسكل و آرش برونيلش، ويعد من أجلّ الدراسات وأكثرها عمقاً في فهم القبائل البدوية ودراستها دراسة تاريخية اجتماعية واقتصادية وسياسية وأنثروبولوجية. وهو يقدم معلومات شاملة وفريدة من نوعها عن تاريخ القبائل وأصولها وأنسابها وهجراتها والترابط القائم بينها.
وهو حصيلة أربعين عاماً من العمل والملاحظات والتسجيلات الشخصية التي قام بها المؤلف في عين المكان· وقد صدر الجزء الأول والثاني من الكتاب في حياة مؤلفه أوبنهايم، ومساعده برونيلش، أما الجزءان الثالث والرابع، فقد أخذا عشرين سنة أخرى لكي يُبصرا النور، بعدما اشرف عليهما ونقحهما وأضاف إليهما إضافات مهمة البروفسور كاسكل.

## منهجية البحث
بحث المؤلف عن القبائل التي هي ضمن منطقة جغرافية معينة، فبدأ بدراسة تاريخ المنطقة الجغرافية التي يتناولها قديماً وحديثاً، وكذلك الأحداث السياسية المهمة مستعرضاً الجانب التضاريسي والاقتصادي فيمزجهما بأسلوب سلس شيق· كما سعى إلى تتبّع أهم القبائل العربية القديمة التي أقامت في هذه المنطقة، والأحداث السياسية المهمة التي مرت بها، كما تابع حركة انتقال القبائل العربية وانتشارها بتسلسل زمني حتى يصل إلى القبائل الحديثة فيبحث في أصلها وهجراتها وقدومها إلى المنطقة الجغرافية، موضوع البحث·

## أسلوب البحث ولغته
جعل أوبنهايم بحثه مفهوماً من الخاص والعام أي موجهاً لكل من له اهتمام بالقبائل وليس للمتخصصين فقط· يقول المؤلف عن كتابه أنَّه كتاب صيغ بأسلوب علمي رصين، لكنه حرص في الوقت نفسه أن يكون مفهوماً من الجميع، لذلك فهو لا يخاطب المتعلمين وحدهم بل يتوجه إلى كل من لديه اهتمام بمسألة البدو.

## البحث الميداني
إن البحث الميداني في إعداد الكتاب، والملاحظات التي تمَّ تسجيلها، تشكل المادة الحية فيه ملتقطةً من الواقع المادي الملموس،و المعلومات التي جمعها والتي توافرت لديه، لم يكن يسلّم بها، بل يخضعها لتمحيص شديد، أي لأسلوب التشكيك حتى يثبت دقة المعلومة· ويمكن ملاحظة ذلك في جداول القبائل· ففي أرقام هوامش الجداول تجد المصادر التي اعتمدها لاسم كل قبيلة وتفرعاتها والطريقة التي تحقق من صحة المعلومة وبالتالي فإن الجداول تلك، تعد من أهم مرتكزات الكتاب.

## جدولة القبائل والعشائر
وضع المؤلف جداول دقيقة عن القبائل، كما أعدَّ لها ترميزاً رقمياً وحرفياً· 
يقول أوبنهايم: 'وضعتُ جداول دقيقة حسب المبدأ التالي: تحديد القبائل والقبائل المتفرعة عنها والتابعة لها، وشيوخها الرئيسيين والثانويين ومناطق تجوالها في الصيف والشتاء وعلاقات القوى فيما بينها، معبراً عنها بعدد مضاربها وخيامها ـ وكذلك كتابة مقالة حول كل قبيلة تعرف بتاريخها وتاريخ أسرة شيوخها على أن يؤخذ بنظر الاعتبار تصنيف القبائل إلى مجموعات حسب المناطق الجغرافية المختلفة' وقد أولي اهتماماً خاصاً لرسم المشجرات لأنساب كثيرة جمعها·
يتألف الكتاب من أربعة أجزاء، أُرفق بكل جزء منه مجموعة من الخرائط الجغرافية تظهر توزع وانتشار ووجود القبائل المذكورة في ذلك الجزء، وكذلك أرفق المؤلف بعض شجرات أنساب القبائل ووضع بعض الصور في الجزءين الأول والثاني.

### الجزء الأول: قبائل العراق الشمالي وسوريا
الجزء الأول من 'المجلد الأول' صدر باللغة الألمانية عام 1939م، ويتكون هذا الجزء من قسمين:
- الأول: ما بين النهرين - العراق الشمالي، وتناول فيه المؤلف كل القبائل والعشائر من البدو الرحل، و البدو نصف الرحل والفلح 'الفلاليح'· كما تناول المؤلف الحديث عن القبيلتين عنزة وشمر في قسم بلاد ما بين النهرين 'العراق الشمالي' الذي يقع جزء منه الآن في سورية - منطقة الجزيرة الفراتية -، والقسم الآخر ضمن العراق الحالي بشكل مفصّل· كما تناول الحديث  عن قبائل طيء وعشائرها، وزبيد بقبائلها البو شعبان، والجبور والدليم والعقيدات والجحيش. وتناول قبيلة العقيدات وتاريخها و حروبها ، وجيس، وحرب، والنعيم، والحديدين، وغيرها من القبائل والعشائر·
- القسم الثاني، فتناول فيه المؤلف القبائل الساكنة في المنطقة الجغرافية التي تختلف بعض الشيء عمَّا هو معروف حالياً باسم سوريا، حيث تعد منطقة الجزيرة ضمن التقسيم الجغرافي لمنطقة بلاد ما بين النهرين 'العراق الشمالي'، وتشمل سوريا في هذا الجزء كل سوريا الحالية ما عدا منطقة الجزيرة· ويشمل البحث القبائل حول حلب المستقر والرحّل وكذلك قبائل حماة، وقبائل ريف دمشق، والجولان، وقبائل عرب جبل الدروز، والموالي، فضل، عمرو، وبني خالد وغيرها·[1]

### الجزء الثاني: قبائل فلسطين والأردن والحجاز
صدر باللغة الألمانية عام 1943م ويتكون من أربعة أقسام:
- القسم الأول: قسم فلسطين وفيه يتناول المؤلف القبائل الفلسطينية الموجودة شمال وجنوب وبعض مناطق وسط فلسطين· ولا بد من الإشارة هنا إلى أن المؤلف قد استعمل التعابير التوراتية في تسمية بعض المناطق الفلسطينية فمثلاً يسمي صحراء يهودا، ويقصد صحراء الخليل، ولم تفتهُ الإشارة إلى موضوع الدور الصهيوني في فلسطين·

وبعد المقدمة التاريخية التي ابتدأت من العصر القديم إلى العصر الحديث عن فلسطين وجغرافيتها· تناول أوبنهايم القبائل الفلسطينية، والأحداث التاريخية التي حدثت في القرنين الأخيرين، فقد بدأ بقبائل شمال فلسطين ثم عرّج على قبائل أريحا والساحل، ومن ثم تحدث عن قبائل الداخل من الشمالنة، والكعابنة، والمساعيد، والرشايدة إلى القبائل المجاورة لسيناء، كالتياها وغيرها من القبائل والعشائر·
- القسم الثاني لـ سيناء، وسار على النسق نفسه من حيث السرد التاريخي والوصف الجغرافي للمنطقة، متناولاً القبائل الساكنة فيه، وعلاقاتها مع بعض القبائل المصرية حيث يثبت انتقال بعض القبائل من مصر إلى سيناء والأردن كحال الحويطات· ومن القبائل التي يتناولها في البحث الترابين والسواركة والجبالية والتياها، وغيرها·
- القسم الثالث: تناول إمارة شرق الأردن وسار على النسق نفسه من حيث السرد التاريخي والوصف الجغرافي للمنطقة، متحدثاً عن القبائل الساكنة فيه ومنها السرحان والعجارمة  وبني خالد والعدوان وقبائل الكرك والعمرو والشوبك وغيرها·
- القسم الرابع: للحجاز متناولا الجانب التاريخي، وتأثير الإسلام في هذا الإقليم، ودور قريش، ومن ثم دور الأشراف فيه والصراعات التي حدثت في تاريخ المنطقة، مشيراً بتفصيل إلى القبائل البدوية كهذيل، وحرب، وعنزة، وبني فهم، وعدوان، و بني رشيد وحرب وبنو عطية·

### الجزء الثالث: قبائل الجزيرة العربية
صدر باللغة الألمانية عام 1953م، وتولى هذا الجزء مسؤولية الإشراف عليه بعد موت المؤلف مساعده كاسكل وحده، وهنا نجد أنَّ الكتاب تضّمن بعض المعلومات التي كانت غير متوافرة في حياة أوبنهايم، وقد شمل منطقة شمال ووسط الجزيرة العربية وتشمل 'نجد والكويت، وقطر والأحساء، والإمارات والبحرين وقد سار على النسق نفسه من حيث السرد التاريخي والسياسي والوصف الجغرافي للمنطقة، وينقسم هذا الجزء إلى قسمين:
- القسم الأول: يتناول شمال ووسط وشرق الجزيرة العربية،  عند شمر، وحرب، والظفير، والدواسر، وبني خالد وبني هاجر·والرشايدة
- القسم الثاني: العراق 'العراق الجنوبي'، حيث يشكل هذا القسم ثلثي الكتاب لكونه يشمل منطقة ذات كثافة سكانية عالية قياساً إلى كل الأجزاء التي يتناولها الكاتب قبائل وعشائر العراق 'العراق الجنوبي'، مثل عقيل، وخفاجة، والجبور، والحميدات، والخزاعل، وفتلة، وبني تميم، وغيرها من القبائل والعشائر الصغيرة والكبيرة·

### الجزء الرابع
وفي عام 1966 صدر الجزء الرابع 'المجلد الرابع'، وفيه سار المؤلف على النسق ذاته من حيث السرد التاريخي والوصف الجغرافي للمنطقة و يتكون هذا الجزء من قسمين:
- الأول: ويتألف من أربعة فصول تتناول فيها الموضوعات التالية بالترتيب: قبائل وعشائر خوزستان 'إيران' عربستان ، الصليب 'صلبه'، الخضر 'الخضران'·
- القسم الثاني: فهو يشمل على فهرس أسماء القبائل والعشائر وشيوخها والأعلام وكذلك على أسماء الأماكن والبقاع، ومصادر الكتاب التي اعتمدها المؤلف.

## وصلات خارجية
- كتاب / «البدو» للمستشرق الألماني أوبينهايم ... مغامرة موسوعية عن الشرق
- البدو.. أصولهم وأنسابهم وحكاياتهم المختلطة بين الأسطورة والتاريخ في خمسة مجلدات
- موسوعة البدو لماكس فون أوبنهايم، الجزيرة نت